# Partido do Progresso Nacional
Partido do Progresso Nacional (em lituano:  Tautos pažangos partija) ou TPP é um partido político da Lituânia. Foi estabelecido em 1916. O partido foi nomeado por um proeminente ativista e escritor lituano, Juozas Tumas-Vaižgantas, que tinha o progresso como o principal aspecto da política futura. O partido publicou seus principais objetivos em 1917, enquanto a Lituânia ainda era parte do Império Russo. Eles anunciaram que o partido via a Lituânia como uma república democrática com direitos de autodeterminação. No final de 1917, Alfonsas Petrulis, membro do partido, foi eleito para o Conselho da Lituânia. Entretanto, falhou em conseguir quaisquer assentos na Assembléia Constituinte da Lituânia em 1920. Então se uniu com a Associação dos Fazendeiros Lituanos para formar a União Nacional Lituana, um partido dominante de 1926 à 1940. Após a Lituânia recuperar sua independência em 1990, o partido foi restabelecido em 1994.